# جووانی فیلورامو
جووانی فیلورامو (ایتالیایی: Giovanni Filoramo؛ زادهٔ ۱۸ مهٔ ۱۹۴۵) مورخ و پژوهشگر گنوسیسم اهل ایتالیا و استاد دانشگاه در زمینه تاریخ مسیحیت در دانشگاه تورین است.